# Wesley Moraes Ferreira da Silva
Wesley Moraes Ferreira da Silva (Juiz de Fora, 24 november 1996) - alias Wesley Moraes - is een Braziliaanse voetballer die doorgaans als aanvaller speelt. Hij debuteerde in 2019 voor het Braziliaans voetbalelftal.

## Clubcarrière

### AS Trenčín
Wesley speelde in Brazilië bij Itabuna. In 2015 trok hij naar het Slowaakse AS Trenčín. Op 14 juli 2015 debuteerde hij voor zijn nieuwe club in de voorronde van de UEFA Champions League tegen Steaua Boekarest. Vier dagen later maakte de Braziliaan zijn competitiedebuut tegen het gepromoveerde MFK Zemplín Michalovce. In de terugwedstrijd tegen Steaua Boekarest wist Wesley tweemaal te scoren. Zijn eerste competitiedoelpunt volgde op 13 september 2015 tegen Spartak Trnava.

### Club Brugge
In januari 2016 maakte Club Brugge de komst van Wesley bekend, die zich tot 2019 verbond aan de Bruggelingen. De Braziliaan scoorde bij zijn debuut op 19 februari 2016 in de thuiswedstrijd tegen KVC Westerlo. Op 3 september 2018 tekende Moraes een contractverlenging tot medio 2023 met daaraan gekoppeld een forse salarisverhoging. In de wedstrijd op 23 september 2018 scoorde hij zijn eerste loepzuivere hattrick uit bij KAA Gent in een met 0-4 gewonnen wedstrijd. Op 24 oktober 2018 maakte hij zijn eerste doelpunt in de Champions League tijdens de thuiswedstrijd tegen AS Monaco (1–1).
De interesse van buitenlandse clubs bleef niet uit. Nadat Lazio Roma in de zomer van 2018 al interesse had getoond, bracht de Chinese vicekampioen Guangzhou Evergrande tijdens de winter van 2019 een bod van 25 miljoen euro uit op de Braziliaanse spits, maar Club Brugge weigerde. Ook een bod van Cardiff City van 20 miljoen euro werd afgewimpeld.

### Aston Villa
Uiteindelijk kocht Aston Villa de speler na het seizoen voor een bedrag van 25 miljoen euro. Hiermee werd hij de duurste uitgaande transfer van Club Brugge en de Belgische competitie. Wesley liep op 1 januari 2020 een zware knieblessure op in een uitwedstrijd op Burnley, na ingrijpen van Burnley-kapitein Ben Mee. Na een scan werd een gescheurde voorste kruisband geconstateerd. Het seizoen van Wesley, die vijf maal scoorde in de competitie, was afgelopen. Op 24 april 2021 was hij terug van zijn blessure. In de wedstrijd  Aston Villa vs. West Bromwich Albion viel hij in de 89ste  minuut in. Hij wist niet te scoren in die wedstrijd.
In de zomer van 2021 werd Wesley voor een jaar verhuurd aan Club Brugge maar zijn tweede passage daar was geen succes. Na een halfjaar werd zijn huurovereenkomst begin januari 2022 vroegtijdig beëindigd.

## Clubstatistieken
| Seizoen | Club               | Land               | Competitie     | Competitie | Competitie | Beker | Beker | Supercup | Supercup | Internationaal | Internationaal | Totaal | Totaal |
| Seizoen | Club               | Land               | Competitie     | Wed.       | Dlp.       | Wed.  | Dlp.  | Wed.     | Dlp.     | Wed.           | Dlp.           | Wed.   | Dlp.   |
| ------- | ------------------ | ------------------ | -------------- | ---------- | ---------- | ----- | ----- | -------- | -------- | -------------- | -------------- | ------ | ------ |
| 2015/16 | AS Trenčín         | Vlag van Slowakije | Fortuna Liga   | 18         | 6          | 3     | 0     | —        | —        | 2              | 2              | 23     | 8      |
| 2015/16 | Club Brugge        | Vlag van België    | Eerste klasse  | 6          | 2          | 0     | 0     | —        | —        | 0              | 0              | 6      | 2      |
| 2016/17 | Club Brugge        | Vlag van België    | Eerste klasse  | 25         | 6          | 1     | 0     | 1        | 0        | 5              | 0              | 32     | 6      |
| 2017/18 | Club Brugge        | Vlag van België    | Eerste klasse  | 38         | 11         | 5     | 2     | —        | —        | 1              | 0              | 44     | 13     |
| 2018/19 | Club Brugge        | Vlag van België    | Eerste klasse  | 38         | 13         | 1     | 0     | 1        | 1        | 8              | 3              | 48     | 17     |
| 2019/20 | Aston Villa        | Vlag van Engeland  | Premier League | 21         | 5          | 0     | 0     | —        | —        | —              | —              | 21     | 5      |
| 2020/21 | Aston Villa        | Vlag van Engeland  | Premier League | 3          | 0          | 0     | 0     | —        | —        | —              | —              | 3      | 0      |
| 2021/22 | Aston Villa        | Vlag van Engeland  | Premier League | 0          | 0          | 0     | 0     | —        | —        | —              | —              | 0      | 0      |
| 2021/22 | → Club Brugge      | Vlag van België    | Eerste klasse  | 3          | 0          | 0     | 0     | 1        | 0        | 0              | 0              | 3      | 0      |
| 2021/22 | → SC Internacional | Vlag van Brazilië  | Série A        | 1          | 1          | 0     | 0     | 0        | 0        | 0              | 0              | 1      | 1      |
| Totaal  | Totaal             | Totaal             | Totaal         | 152        | 44         | 10    | 2     | 3        | 1        | 16             | 5              | 182    | 52     |

## Interlandcarrière
Wesley debuteerde op 15 november 2019 voor Brazilië. Hij mocht na 86 minuten invallen in de vriendschappelijke interland tegen Argentinië.

## Erelijst
| Kampioen België    | 2x | 2015/16, 2017/18 |
| Belgische Supercup | 2x | 2016, 2018       |

| Individueel                       |    |      |
| Jonge Profvoetballer van het Jaar | 1x | 2018 |